# Quintana (Texas)
Quintana és un poble al Comtat de Brazoria de Texas, Estats Units, amb una població de 56 habitants d'acord al cens del 2010.

## Geografia
Quintana és al sud del Comtat de Brazoria a 28° 55′ 29″ N, 95° 19′ 06″ O / 28.924819°N,95.318331°O, banyat pel Golf de Mèxic. Limita amb la ciutat de Surfside Beach al nord-est, a través de l'entrada al port de Freeport, i per la ciutat de Freeport al sud-oest en l'àrea de Bryan Beach. L'Intracoastal Waterway al nord-oest separa Quintana de la porció principal de Freeport.
Segons l'Oficina del Cens dels Estats Units, el poble de Quintana té una àrea total de 0.66 milles quadrades (1.7 km2), de les quals 1.4 milles quadrades (3.5 km2) és terra i 1,4 milles quadrades (3,5 km²), o 67.87%, és aigua.
El clima en aquesta àrea es caracteritza per estius calents, humits i generalment hiverns suaus. Segons la classificació climàtica de Köppen, Quintana té un Clima subtropical humit, abreujat "Cfa" als mapes climàtics.

## Demografia
D'acord al cens del 2000 hi havia 38 persones, 20 cases i 11 famílies residint al poble. La densitat de població era 62,6 persones per milla quadrada (24,1/km²). Hi hi havia 41 unitats d'habitatge amb una densitat mitjana de 67,6 per milla quadrada (26,0/km²). La taxa racial de la ciutat era 84,21% blancs, i 15,79% de dos o més races. hispà o llatins de qualsevol raça era 15,79% de la població.
Hi hi havia 20 llars en les que en un 10,0% hi vivien menors de 18 anys, en el 40,0% hi convivien parelles casades, en el 5,0% hi vivia una dona sense marit, i 45,0% no eren famílies. El 25,0% de les cases només hi viva una persona i en un 10,0% aquesta tenia més 64 anys. La mida de casa mitjana era 1,90 i la mida familiar mitjana era 2,18.
Al poble, la població es distribuïa amb 10,5% sota l'edat de 18, 5,3% de 18 a 24, 26,3% de 25 a 44, 42,1% de 45 a 64, i 15,8% de més de 64 anys. L'edat mediana era de 48 anys. Per cada 100 dones, hi hi havia 171,4 homes. Per cada 100 dones de 18 anys en amunt, hi hi havia 142,9 homes.
Els ingressos mitjans per una casa al poble era de 25.500$, i els ingressos medians per a una família era de 11.875$. Els homes tenien uns ingressos medians de 27.500$ versus 14.688$ per a les dones. L'ingrés per capita del poble era 15,900$. Hi hi havia un 25,0% de famílies i 18,2% de la població que vivint sota del llindar de pobresa, excloent als menors de 18 i als majors de 64.